# Рюпе, Ганс
Ганс Рюпе (нем. Hans Rupé; 5 апреля 1886, Варшава — 7 апреля 1947, Мюнхен) — немецкий историк искусства и переводчик с древнегреческого; получил известность благодаря переводам Сапфо, Еврипида и Гомера.

## Биография
Ганс Рюпе родился в Варшаве 5 апреля 1886 года; он получил среднее образование в дрезденской гимназии «Vitzthum». После её окончания Рюпе изучал истории искусства в Женеве, Мюнхене (с 1911 года), Берлине и Париже, а также — во Фрайбурге; в университете Фрайбурга он защитил в 1912 году диссертацию на тему, связанную с работами немецкого художника Ханса Бургкмайра-старшего, и получил докторскую степень. В 1915 году познакомился с юристом и философом Карлом Шмиттом. С 1922 года Ганс Рюпе работал консерватором в Баварском национальном музее в Мюнхене, где постепенно достиг должности главного консерватора. В частности, в музее он отвечал за отдел керамики.
Однако наибольшую известность Ганс Рюпе получил благодаря своим переводам античной литературы на древнегреческом языке. Он переводил лирику Сапфо, «Алкеста» Еврипида и «Илиаду» Гомера. Рюпе скончался в Мюнхене 7 апреля 1947 и был похоронен на местном кладбище.

## Работы
Оригинальные:
- Beiträge zum Werke Hans Burgkmairs des Älteren. Freiburg, 1912 [диссертация].
- Der Paehler Altar im Bayerischen Nationalmuseum. Verlag für praktische Kunstwissenschaft F. H. Weizinger & Co., München, 1922.
- Thomas Murners Schelmenzunft. Faksimile-Ausgabe der im Jahre 1513 in Augsburg gedruckten und mit Holzschnitten von Burgkmair versehenen Original- Ausgabe, mit einem Nachwort von Hans Rupe. Filser, Augsburg, 1926.
- Katalog süddeutscher und mitteldeutscher Fayencen aus dem Vermächtnis Paul Heiland. Bayerisches Nationalmuseum, München, 1934.
- Divertimenti. Reden und Aufsätze. Rinn, München, 1948.

Переводы:
- Homers Ilias. Auf Grund der Übersetzung von Johann Heinrich Voß verdeutscht von Hans Rupé (Tempel Klassiker). 2 Bände. Tempel-Verlag, Leipzig, 1922/1929.
- Euripides: Alkestis. Dr. B. Filser, Augsburg, 1925.
- Sappho: Carmina. Holle & Co., Berlin, 1936.
- Sappho. Griechisch und deutsch (Tusculum-Bücherei). Heimeran, München, 1944; 2. Auflage, 1945.
- Homer: Ilias (Tusculum-Bücherei). 2 Bände. Heimeran, München, 1948.